# Polska Izba Gospodarcza Czystości
Polska Izba Gospodarcza Czystości (PIGC) – instytucja samorządu gospodarczego, reprezentująca przedsiębiorstwa branży profesjonalnego utrzymania czystości w Polsce.

## Działalność
Polska Izba Gospodarcza Czystości jest jedyną organizacją samorządu gospodarczego w branży profesjonalnego utrzymania czystości w Polsce. W jej skład wchodzi 77 członków i 21 posiadaczy Gwaranta Czystości i Higieny. W dużej części są to firmy zajmujące się kompleksowym utrzymaniem czystości. Działalność izby opiera się na kilku płaszczyznach: doradczej, prawnej, międzynarodowej, wydawniczej, szkoleniowej i lobbingowej. Jednym z podstawowych zadań jest również działanie na rzecz rozwoju branży i polepszaniu jakości świadczonych usług na rynku. Izba współpracuje z TÜV Rheinland oraz ISSA Advancing Clean. Od 2003 roku Izba Gospodarcza Czystości bierze udział przy organizacji targów branżowych czego efektem była pierwsza edycja targów ISSA/Interclean Europa Środkowo-Wschodnia.

## Historia
16 października 2008 r. w Sądzie Rejonowym w Bydgoszczy zarejestrowana została Polska Izba Gospodarcza Czystości. PIGC jest kontynuatorką Polskiego Stowarzyszenia Czystości (powołanego w 2000 r.), którego celem było utworzenie pierwszego w Polsce podmiotu reprezentującego interesy branży związanej z profesjonalnym utrzymaniem czystości. Za pośrednictwem Stowarzyszenia planowano propagować idee dbania o czystość, integrować środowiska producentów, dystrybutorów i usługodawców oraz promować nowości techniczne dla sektora czystościowego.
Przez blisko dekadę, Stowarzyszenie brało udział w kształtowaniu przeobrażeń technicznych i ekonomicznych organizując m.in. seminaria, konferencje i międzynarodowe targi, pozyskując środki branżowe oraz podejmując pracę na arenie międzynarodowej.
W 2002 roku podpisano umowę partnerską z największą branżową organizacją na świecie – The Worldwide Cleaning Industry Association (ISSA). W tym samym roku PSC podpisało porozumienie z ISSA i RAI Amsterdam, którego przedmiotem była wspólna organizacja targów ISSA/Interclean Central & Eastern Europe. Konsekwencje podpisanych porozumień stanowiła pierwsza edycja targów ISSA/Interclean Europa Środkowo-Wschodnia (Poznań 2003).
W 2005 r. Polskie Stowarzyszenie Czystości zostało przyjęte do Eurpaen Federation of Cleaning Insustries (EFCI) – organizacji reprezentującej interesy usługodawców z branży profesjonalnego utrzymania czystości w Unii Europejskiej. Dzięki członkostwu w EFCI, przedstawiciele PSC zapraszani byli do udziału w pracach unijnego Komitetu ds. Dialogu Społecznego oraz zyskali dostęp do opracowań i analiz unijnych, poświęconych m.in. tematyce działalności gospodarczej, swobodzie przepływu usług, czy problemom bezrobocia.
W ramach Stowarzyszenia zrodził się pomysł stworzenia systemu certyfikacji jakościowej dla firm usługowych z branży profesjonalnego utrzymania czystości. W 2004 r. nawiązano współpracę z jedną z największych firm certyfikujących TŰV Rheinland Polska Sp. z o.o., czego efektem jest realizowany od ponad 13 lat program „Gwarant Czystości i Higieny”.
W 2007 r. partnerem strategicznym programu zostało ISSA. Rozpoczęto wprowadzanie Gwaranta do innych Państw Europy Środkowo-Wschodniej; Rosji, Ukrainy i na Węgry. W 2002 r. PSC powołało do życia pierwszy branżowy magazyn „Forum Czystości”, wydawany nieprzerwanie do dziś.
Od początku swojej działalności, PSC kładło duży nacisk na szkolenia. Opracowano trójstopniowy program szkoleniowy dla osób wykonujących usługi czystościowe. Program realizowany jest przez firmy szkoleniowe, które pozytywnie przeszły procedurę akredytacyjną w PSC (obecnie PIGC). Oferta zawiera szkolenie dla pracowników liniowych (I stopień), brygadzistów (II stopień) i menadżerów (III stopień). W 2005 r. wydano certyfikat ukończenia szkolenia I stopnia z numerem 1000.
W 2006 r., dzięki współpracy z TÜV Akademia Polska Sp. z o.o. rozpoczęto realizację szkoleń w ramach programu „Wzrost konkurencyjności firm branży usług czystościowych poprzez podniesienie kompetencji pracowników”. Szkolenia w 80% dofinansowane były ze środków UE. W ramach tego programu, w ciągu niespełna dwóch lat przeszkolono 1000 osób. W 2006 r. rozpoczęto prace nad przygotowaniem publikacji „Zasady utrzymania czystości w Zakładach Opieki Zdrowotnej”. Opracowanie ukazało się drukiem w roku 2008. Jest to pierwsza tego typu publikacja w kraju, powstała dzięki współpracy z Polskim Stowarzyszeniem Pielęgniarek Epidemiologicznych i Stowarzyszeniem Higieny Lecznictwa.
W 2008 r. zapoczątkowany został cykl konferencji dla sektora medycznego. Dotychczas koncentrowało się na następujących zagadnieniach tematycznych:
- Jak utrzymać czystość szpitali? Czy można oszczędzić na czystości?
- Stan czystości i higieny, a bezpieczeństwo szpitalne pacjentów?
- Wpływ usług pozamedycznych na zakażenia szpitalne.
- Utrzymanie czystości, żywienie i pranie w szpitalach (blok I), Outsourcing usługi utrzymania nieruchomości (facility management) w obiektach służby zdrowia (blok II)

Konferencje kierowane są głównie do osób odpowiedzialnych za utrzymanie czystości i przeciwdziałanie zakażeniom w placówkach szpitalnych. Co roku towarzyszy im salon wystawienniczy, w ramach którego zainteresowane firmy prezentują ofertę przeznaczoną dla sektora medycznego.
Po kilku latach funkcjonowania Stowarzyszenia dostrzeżono potrzebę przejścia na wyższy poziom organizacji. Chodziło już nie tylko o integrowanie i propagowanie, ale także o oddziaływanie głównie na prawodawstwo związane z branżą profesjonalnego utrzymania czystości oraz o bliższą współpracę z organami państwowymi. W związku z powyższym zapadła decyzja o utworzeniu Izby Gospodarczej. Zgodnie z ustawą, może ona bowiem delegować swoich przedstawicieli, na zaproszenie organów państwowych, do uczestniczenia w pracach instytucji doradczo–opiniodawczych, w sprawach działalności wytwórczej, handlowej, budowlanej i usługowej; organizować i stwarzać warunki do rozstrzygania sporów w drodze postępowania polubownego i pojednawczego oraz uczestniczyć w postępowaniu sądowym w związku z działalnością gospodarczą jej członków. Izba uprawniona jest także do wydawania opinii o istniejących zwyczajach dotyczących działalności gospodarczej, a także o stanie rozwoju gospodarczego na terenie jej działalności. Ponadto na wniosek lub za zgodą Izby, Rada Ministrów może, w drodze rozporządzenia, powierzyć Izbie wykonanie niektórych zadań zastrzeżonych w przepisach dla administracji państwowej.
Mając powyższe na uwadze, w 2008 r. pomyślnie zakończono proces rejestracji. Izba przejęła zadania Stowarzyszenia, także te dotyczące współpracy z ISSA, RAI i EFCI. Dzięki możliwości, jakie daje ta forma prawna Izba wpisana została na listę organizacji uprawnionych do wnoszenia środków ochrony prawnej, prowadzaną przez Prezesa Urzędu Zamówień Publicznych oraz w rejestr MSWiA dotyczący organizacji wykonujących zawodową działalność lobbingowa. Kontynuując zadania podjęte przez PSC, Izba współorganizowała IV edycję targów ISSA/Interclean Europa Środkowo-Wschodnia 2009, w trakcie której stoiska odwiedziło ponad 3500 gości. W związku z likwidacją PSC w 2010 r, edycję 2011 PIGC zorganizowała już samodzielnie.
Rok 2009 zaowocował przyznaniem Polsce miejsca w europejskim zarządzie ISSA.
W 2010 r. oferta szkoleniowa Izby została znacznie wzbogacona. Obecnie proponuje już nie tylko szkolenia I, II i III stopnia, ale także specjalistyczne, trójstopniowe szkolenia ukierunkowane na usługi wykonywane w placówkach służby zdrowia, szkolenia dla handlowców, administratorów obiektów oraz związane z bezpiecznym obchodzeniem się ze środkami chemicznymi. Naszymi partnerami przy ich realizacji są m.in. TÜV Akademia Polska Sp. z o.o., Cleaning Consulting, THETA Doradztwo Techniczne oraz Polskie Stowarzyszenie Pielęgniarek Epidemiologicznych.
W 2010 r. Izba zorganizowała Kurs dla Trenerów Akredytowanych. Uczestnicy, którzy pozytywnie zaliczyli egzamin końcowy, mogą obecnie samodzielnie prowadzić szkolenia na poziomie I stopnia. Szkolenia prowadzone przez trenerów akredytowanych kończą się wydaniem certyfikatów Izby.